# Mufulira Wanderers FC
Mufulira Wanderers is een Zambiaanse voetbalclub uit Mufulira. 

## Geschiedenis
De club werd in 1953 opgericht als Mufulira Mine Team toen de kopermijnwerkers een eigen team eisten om te rivaliseren met Mufulira FC, het latere Mufulira Blackpool. In de jaren zestig was Samuel Ndhlovu een van de meest iconische spelers voor de club. In 1962 werd de naam gewijzigd in Mufulira Wanderers. In 1963 werd de club de tweede landskampioen van het nog jonge Zambia. De club was een dominerende club in de jaren zestig en zeventig en bereikte in 1977 als eerste Zambiaanse club de halve finale van de Afrikaanse beker der landskampioenen. In de kwartfinale werd het Algerijnse MC Alger uitgeschakeld en in de halve finale verloren ze van het Ghanese Hearts of Oak. Twee jaar later won de club in die bekercompetitie in de eerste ronde met 0-4 van het Tanzaniaanse Simba. De terugwedstrijd in Lusaka leek een formaliteit maar Simba won met 0-5 en ging door naar de volgende ronde. Na de laatste titel in 1978 kon de club lange tijd geen titel meer winnen en de jaren tachtig werden gedomineerd door Nkana FC, dat de Wanderers naar de kroon stak wat betreft het aantal landstitels. Nochtans had de club heel wat kwaliteit in huis met Kalusha Bwalya en Efford Chabala. In 1985 vertrok Bwalya voor een profcarrière naar Cercle Brugge, later gevolgd door Charly Musonda. In 1995 en 1996 won de club opnieuw de landstitel.
De eeuwwisseling bracht nieuwe tijden met zich mee. De kopermijnen werden geprivatiseerd en er stroomde minder geld naar de club. In 2000 eindigde de club zelfs op een degradatieplaats. De club werd echter van degradatie gespaard nadat het team Railway Express ontbonden werd. Het volgende seizoen werd de club zesde, maar in 2002 eindigden ze opnieuw op een degradatieplaats. In 2004 promoveerde de club terug naar de hoogste klasse, maar kon het behoud daar niet verzekeren. In 2015 maakte de club na jarenlange afwezigheid opnieuw haar opwachting in de Premier League en eindigde op een vijfde plaats. 

## Erelijst
Landskampioen: 9
1963, 1965, 1966, 1967, 1969, 1976, 1978, 1995, 1996
Beker van Zambia: 10
1965, 1966, 1968, 1971, 1973, 1974, 1975, 1976, 1988, 1995
Zambiaanse Challenge Cup: 9
1967, 1968, 1969, 1978, 1984, 1986, 1994, 1996, 1997

## Bekende ex-spelers
- Kalusha Bwalya
- Efford Chabala
- Charly Musonda